# 吉尔拉·衣沙木丁
吉尔拉·衣沙木丁（維吾爾語：جەرۇللاھ ھېسامىدىن‎，拉丁维文：Jërullah Hesamidin，1962年6月—），男，维吾尔族，新疆阿图什人，中华人民共和国政治人物。在职研究生学历。

## 生平
1980年11月，参加工作，任新疆喀什地区民政处收迁站干部。1982年8月，任新疆喀什地区团委干事。其间，1986年12月加入中国共产党；1985年9月到1987年7月在中央团校党政管理专业学习。1987年7月，任新疆喀什地区团委组织部部长。1991年4月，任新疆喀什地区团委副书记。1992年6月，任红其拉甫口岸管委会副主任。其间，1992年9月到1993年6月在天津大学管理工程系新疆班学习；1993年6月到1993年8月在天津市油漆总厂挂职担任厂长助理。
1994年3月，任中共岳普湖县委常委、副县长、代理县长。1995年3月，任中共岳普湖县委常委、县长。1998年2月，任中共岳普湖县委副书记、县长。1999年3月，任新疆喀什地区行署副专员。其间，2002年3月到2002年7月在中共中央党校新疆班学习。2005年2月，任中共阿克苏地委副书记、阿克苏地区行署专员。其间，2006年3月至4月在浦东第三期市长发展研究班学习。
2008年2月，任中共乌昌党委副书记，中共乌鲁木齐市委副书记、副市长、代市长、乌鲁木齐市人民政府党组书记。其间，2008年9月至10月在中组部第六期美国斯坦福大学商学院城市规划与信息化专题研修班学习。2009年2月，任中共乌昌党委副书记，中共乌鲁木齐市委副书记、市长、中共乌鲁木齐市人民政府党组书记。2013年1月31日，在新疆维吾尔自治区十二届人大一次会议当选新疆维吾尔自治区人民政府副主席。2013年3月，辞去乌鲁木齐市人民政府市长职务。
2013年8月30日，新疆维吾尔自治区残疾人联合会第六次代表大会闭幕，在闭幕大会上，中共新疆维吾尔自治区党委副书记、新疆维吾尔自治区人民政府主席努尔·白克力获聘为第六届主席团名誉主席，新疆维吾尔自治区人民政府副主席吉尔拉·衣沙木丁当选新疆维吾尔自治区残疾人联合会第六届主席团主席。
2022年1月，当选为新疆维吾尔自治区政协副主席。